# Concert for Aliens
"Concert for Aliens" é uma música do rapper americano Machine Gun Kelly. É o segundo single de seu quinto álbum de estúdio Tickets to My Downfall. Em 2020, alcançou a 29 ª posição na parada da  Billboard, Hot Rock Songs.

## Antecedentes
A canção estreou ao vivo no programa de televisão nacional Good Morning America em 20 de julho de 2020, quando Machine Gun Kelly (Colson Baker) e o baterista Travis Barker performaram a canção. No dia seguinte, Baker postou o clipe nas redes sociais e confirmou que a música seria o segundo single de seu quinto álbum de estúdio Tickets to My Downfall. Vários videoclipes foram lançados para a música. Em 5 de agosto, um vídeo animado foi lançado, trazendo Baker e Barker tentando escapar dos alienígenas, e que eventualmente fazem uma transição que apresenta eles fazendo um concerto para os alienígenas. Um segundo vídeo, dirigido por Mod Sun, foi lançado em 13 de agosto de 2020. O vídeo, composto de filmagens que alterna entre filmagens de Baker e Barker cantando a música na frente de uma multidão de alienígenas e filmagens de Baker vestido e agindo como um bobo em uma variedade de fantasias, incluindo um apresentador, um ator, um marinheiro, um adolescente emo e um personagem estereotipado do tipo "vilão". O vídeo recebeu 250.000 visualizações nas primeiras três horas de disponibilidade.

## Temas e composição
A crítica geralmente descreve a música como pop punk. Apesar do som otimista e do vídeo humorístico da música, Baker observou que a música tinha uma mensagem séria, servindo como uma metáfora para o caos e a agitação civil presente no ano de 2020, com as letras da música fazendo alusões ao fim do mundo.

## Créditos
- Machine Gun Kelly - vocais, guitarra
- Travis Barker - bateria, produção

## Paradas musicais
| Parada (2020)                                           | Posição máxima |
| ------------------------------------------------------- | -------------- |
| Estados Unidos (Billboard Hot Rock & Alternative Songs) | 29             |

## Histórico de lançamento
| País   | Data                  | Formato                    | Gravadora          | Ref.   |
| ------ | --------------------- | -------------------------- | ------------------ | ------ |
| Vários | 5 de Agosto de 2020   | Download digital Streaming | Bad Boy Interscope | [ 11 ] |
| Itália | 4 de Setembro de 2020 | Contemporary hit radio     | Universal          | [ 12 ] |